# 四十八願
四十八願 （しじゅうはちがん）とは、浄土教の根本経典である『仏説無量寿経』（康僧鎧訳）「正宗分」に説かれる、法蔵菩薩 が仏に成るための修行に先立って立てた48の願のこと。
『仏説無量寿経』のサンスクリット原典である『スカーヴァティーヴューハ』には異訳があり、願の数に相違がある。二十四願系統と四十八願系統とに大別できる。前者は初期の浄土教思想、後者は後期の発展した浄土教思想を示すとされる。

## 概要
第一願
願名 - 無三悪趣の願
原文 - 設我得佛 國有地獄餓鬼畜生者 不取正覺
第二願
願名 - 不更悪趣の願
原文 - 設我得佛 國中人天 壽終之後 復更三惡道者 不取正覺
第三願
願名 - 悉皆金色の願
原文 - 設我得佛 國中人天 不悉眞金色者 不取正覺
第四願
願名 - 無有好醜の願
原文 - 設我得佛 國中人天 形色不同 有好醜者 不取正覺
第五願
願名 - 宿命智通の願・令識宿命の願
原文 - 設我得佛 國中人天 不識宿命 下至不知百千億那由他 諸劫事者 不取正覺
第六願
願名 - 令得天眼の願・天眼智通の願
原文 - 設我得佛 國中人天 不得天眼 下至不見百千億那由他 諸佛國者 不取正覺
第七願
願名 - 天耳遥聞の願・天耳智通の願
原文 - 設我得佛 國中人天 不得天耳 下至聞百千億那由他 諸佛所説 不悉受持者 不取正覺
第八願
願名 - 他心悉知の願・他心智通の願
原文 - 設我得佛 國中人天 不得見他心智 下至不知百千億那由他 諸佛國中 聚生心念者 不取正覺
第九願
願名 - 神足如意の願・神足智通の願
原文 - 設我得佛 國中人天 不得神足 於一念頃 下至不能超過百千億那由他 諸佛國者 不取正覺
第十願
願名 - 不貪計心の願・漏尽智通の願
原文 - 設我得佛 國中人天 若起想念 貪計身者 不取正覺
第十一願
願名 - 必至滅度の願
原文 - 設我得佛 國中人天 不住定聚 必至滅度者 不取正覺
第十二願
願名 - 光明無量の願
原文 - 設我得佛 光明有能限量 下至不照百千億那由他 諸佛國者 不取正覺
第十三願
願名 - 寿命無量の願
原文 - 設我得佛 壽命有能限量 下至百千億那由他劫者 不取正覺
- 第十一願の往生浄土する者を必ず成仏せしめるという誓いの後の第十二・十三願であるから、往生浄土したものに具わるべき徳。この第十二・十三願によって真仏土巻が説かれる。

第十四願
願名 - 声聞無量の願
原文 - 設我得佛 國中聲聞 有能計量 下至三千大千世界 聲聞縁覺 於百千劫 悉共計挍 知其數者 不取正覺
第十五願
願名 - 眷属長寿の願
原文 - 設我得佛 國中人天 壽命無能限量 除其本願 脩短自在 若不爾者 不取正覺
第十六願
願名 - 離諸不善の願
原文 - 設我得佛 國中人天 乃至聞有 不善名者 不取正覺
第十七願
願名 - 諸仏称名の願・諸仏称揚の願・諸仏称讃の願・諸仏咨嗟の願・往相廻向の願・選択称名願・往相正業（略文類）
原文 - 設我得佛 十方世界 無量諸佛 不悉咨嗟 稱我名者 不取正覺
- 称讃・称名・咨嗟はともに讃歎の意味であり、名前を称える称名ではない。

第十八願
願名 - 念仏往生の願・選択本願・本願三心の願・至心信楽の願・往相信心の願
原文 - 設我得佛 十方衆生 至心信樂 欲生我國 乃至十念 若不生者 不取正覺 唯除五逆誹謗正法
訓読 - 設（も）し我れ仏を得たらんに、十方の衆生、至心に信楽（しんぎょう）し、我が国に生ぜんと欲して、乃至十念せんに、若し生ぜずば、正覚を取らじ、唯五逆と誹謗正法は除く。 / たとい我、仏を得んに、十方衆生、心を至し信楽して我が国に生まれんと欲うて、乃至十念せん。もし生まれずは、正覚を取らじ。唯五逆と正法を誹謗せんをば除く。
意訳 - 私が仏となる以上、（誰であれ）あらゆる世界に住むすべての人々がまことの心をもって、深く私の誓いを信じ、私の国土に往生しようと願って、少なくとも十遍、私の名を称えたにもかかわらず、（万が一にも）往生しないということがあるならば、（その間、）私は仏になるわけにいかない。ただし五逆罪を犯す者と、仏法を謗る者は除くこととする。（第十八念仏往生の願）わたしが仏になるとき、すべての人々が心から信じて、わたしの国に生れたいと願い、わずか十回でも念仏して、もし生れることができないようなら、わたしは決してさとりを開きません 。ただし、五逆の罪を犯したり、仏の教えを謗るものだけは除かれます。
- 法然はこの願を最も重要な願ととらえ、『選択本願念仏集』において、「故知 四十八願之中 既以念仏往生之願而為本願中之王也」と解釈したことから、「王本願」とも呼ばれる。
- 親鸞は『尊号真像銘文』において、「唯除五逆誹謗正法」の真意を、「唯除五逆誹謗正法」といふは、「唯除」といふはただ除くといふことばなり。五逆のつみびとをきらひ誹謗のおもきとがをしらせんとなり。このふたつの罪のおもきことをしめして、十方一切の衆生みなもれず往生すべしとしらせんとなり。としている。

唯除の文
親鸞は『教行信証』「信巻」や『尊号真像銘文』において、「唯除五逆誹謗正法」についての了解を述べている。第十八願の願文のうち、「唯除五逆誹謗正法」の文言を「唯除の文」と呼ぶ。
「信巻」では「唯除の文」について、曇鸞の『浄土論註』と善導の『観無量寿経疏』から引用している。
- 『教行信証』「信巻」
- 『尊号真像銘文』

第十九願
願名 - 至心発願の願・修諸功徳の願・臨終現前の願・現前導生の願・来迎引接の願・至心発願の願
原文 - 設我得佛 十方衆生 發菩提心 修諸功德 至心發願 欲生我國 臨壽終時 假令不與大衆圍繞 現其人前者 不取正覺
第二十願
願名 - 至心廻向の願・植諸徳本の願・係念定生の願・不果遂者の願・欲生果遂の願
原文 - 設我得佛 十方衆生 聞我名號 係念我國 殖諸德本 至心回向 欲生我國 不果遂者 不取正覺
- 果遂について、親鸞は一生果遂の義。この果遂の願のままに、第十九願の仮門から第二十願の真門に入り、第十八願の弘願に転入する三願転入を説く。

第二十一願
願名 - 具足諸相の願
原文 - 設我得佛 國中人天 不悉成滿 三十二大人相者 不取正覺
第二十二願
願名 - 還相廻向の願・必至補処の願・一生補処の願
原文 - 設我得佛 他方佛土 諸菩薩衆 來生我國 究竟必至 一生補處 除其本願 自在所化 爲衆生故 被弘誓鎧 積累德本 度脱一切 遊諸佛國 修菩薩行 供養十方 諸佛如來 開化恆沙 無量衆生 使立無上正眞之道 超出常倫 諸地之行現前 修習普賢之德 若不爾者 不取正覺
第二十三願
願名 - 供養諸仏の願
原文 - 設我得佛 國中菩薩 承佛神力 供養諸佛 一食之頃 不能徧至 無數無量那由他 諸佛國者 不取正覺
第二十四願
願名 - 供養如意の願
原文 - 設我得佛 國中菩薩 在諸佛前 現其德本 諸所欲求 供養之具 若不如意者 不取正覺
第二十五願
願名 - 説一切智の願
原文 - 設我得佛 國中菩薩 不能演説 一切智者 不取正覺
- 一切智によって諸法を演説する。

第二十六願
願名 - 得金剛身の願・那羅延身の願
原文 - 設我得佛 國中菩薩 不得金剛那羅延身者 不取正覺
第二十七願
願名 - 万物厳浄の願・所須延身の願
原文 - 設我得佛 國中人天 一切万物 嚴淨光麗 形色殊特 窮微極妙 無能稱量 其諸衆生 乃至逮得天眼 有能明了 辯其名數者 不取正覺
第二十八願
願名 - 道場樹の願・見道場樹の願
原文 - 設我得佛 國中菩薩 乃至少功德者 不能知見 其道場樹 無量光色 高四百万里者 不取正覺
第二十九願
願名 - 得弁才智の願
原文 - 設我得佛 國中菩薩 若受讀經法 諷誦持説 而不得辯才智慧者 不取正覺
第三十願
願名 - 弁才無尽の願・智辯無窮の願
原文 - 設我得佛 國中菩薩 智慧辯才 若可限量者 不取正覺
第三十一願
願名 - 国土清浄の願
原文 - 設我得佛 國土清淨 皆悉照見 十方一切 無量無數 不可思議 諸佛世界 猶如明鏡 覩其面像 若不爾者 不取正覺
第三十二願
願名 - 妙香合成の願・宝香合成の願
原文 - 設我得佛 自地已上 至于虚空 宮殿樓觀 池流華樹 國土所有 一切万物 皆以無量雜寶 百千種香 而共合成 嚴飾奇妙 超諸人天 其香普薫 十方世界 菩薩聞者 皆修佛行 若不如是者 不取正覺
- 妙香・宝香の「香（かおり）」は（梵: gandha）。（manojña-gandha）で「心に適った香り」、（ati-gandha）で「強い香気（硫黄）を有するにおい」など。

第三十三願
願名 - 触光柔軟の願
原文 - 設我得佛 十方無量 不可思議 諸佛世界 衆生之類 蒙我光明 觸其身者 身心柔輭 超過人天 若不爾者 不取正覺
第三十四願
願名 - 聞名得忍の願
原文 - 設我得佛 十方無量 不可思議 諸佛世界 衆生之類 聞我名字 不得菩薩 無生法忍 諸深總持者 不取正覺
第三十五願
願名 - 女人成仏の願・女人往生の願（法然・大経釈）・変成男子の願（親鸞『浄土和讃』）・転女成男の願、聞名転女の願（存覚『女人往生聞書』）
原文 - 設我得佛 十方無量 不可思議 諸佛世界 其有女人 聞我名字 歡喜信樂 發菩提心 厭惡女身 壽終之後 復爲女像者 不取正覺
- 第18願の別願。

第三十六願
願名 - 聞名梵行の願・常修梵行の願
原文 - 設我得佛 十方無量 不可思議 諸佛世界 諸菩薩衆 聞我名字 壽終之後 常修梵行 至成佛道 若不爾者 不取正覺
第三十七願
願名 - 作礼致敬の願・人天致敬の願
原文 - 設我得佛 十方無量 不可思議 諸佛世界 諸天人民 聞我名字 五體投地 稽首作禮 歡喜信樂 修菩薩行 諸天世人 莫不致敬 若不爾者 不取正覺
第三十八願
願名 - 衣服随念の願
原文 - 設我得佛 國中人天 欲得衣服 隨念即至 如佛所讚 應法妙服 自然在身 若有裁縫 擣染浣濯者 不取正覺
第三十九願
願名 - 常受快楽の願・受楽無染の願
原文 - 設我得佛 國中人天 所受快樂 不如漏盡比丘者 不取正覺
第四十願
願名 - 見諸仏土の願
原文 - 設我得佛 國中菩薩 隨意欲見 十方無量 嚴淨佛土 應時如願 於寶樹中 皆悉照見 猶如明鏡 覩其面像 若不爾者 不取正覺
第四十一願
願名 - 聞名具根の願・諸根具足の願
原文 - 設我得佛 他方國土 諸菩薩衆 聞我名字 至于得佛 諸根闕陋 不具足者 不取正覺
第四十二願
願名 - 聞名得定の願・住定供仏の願
原文 - 設我得佛 他方國土 諸菩薩衆 聞我名字 皆悉逮得 清淨解脱三昧 住是三昧 一發意頃 供養無量 不可思議 諸佛世尊 而不失定意 若不爾者 不取正覺
第四十三願
願名 - 聞名生貴の願・生尊貴家の願
原文 - 設我得佛 他方國土 諸菩薩衆 聞我名字 壽終之後 生尊貴家 若不爾者 不取正覺
第四十四願
願名 - 聞名具徳の願・具足徳本の願
原文…設我得佛 他方國土 諸菩薩衆 聞我名字 歡喜踊躍 修菩薩行 具足德本 若不爾者 不取正覺
第四十五願
願名 - 聞名見仏の願・住定見仏の願
原文 - 設我得佛 他方國土 諸菩薩衆 聞我名字 皆悉逮得 普等三昧 住是三昧 至于成佛 常見無量 不可思議 一切諸佛 若不爾者 不取正覺
第四十六願
願名 - 随意聞法の願
原文 - 設我得佛 國中菩薩 隨其志願 所欲聞法 自然得聞 若不爾者 不取正覺
第四十七願
願名 - 聞名不退の願・得不退転の願
原文 - 設我得佛 他方國土 諸菩薩衆 聞我名字 不即得至 不退轉者 不取正覺
第四十八願
願名 - 得三法忍の願
原文 - 設我得佛 他方國土 諸菩薩衆 聞我名字 不即得至 第一第二第三法忍 於諸佛法 不能即得 不退轉者 不取正覺

## 分類

### 慧遠・憬興
中国の慧遠と憬興（きょうごう）は3つに分類している。其々の名と分類は以下の通り。
1. 摂法身願・求仏身願　仏が自らの仏身を完成すること…第十二願・第十三願・第十七願
2. 摂浄土願・求仏土願　衆生を往生せしめる仏土の完成…第三十一願・第三十二願
3. 摂衆生願・利衆生願　正しく衆生の救済を願うもの…その他の43願

### 親鸞
親鸞は、「浄土三部経」と七高僧の論釈章疏に依り『顕浄土真実教行証文類』（『教行信証』）を著し、「真実」と「方便」を顕かにしている。また、『教行信証』を注釈した存覚の『六要鈔』では「真実というのは、これ仮権に対す」としている。仮権はすなわち「権仮」（ごんけ）である。
```
真実━
教
＝『
大無量寿経
』┳
往相
━┳
行
━━━━━━
諸仏称名の願（第十七願）
 浄土真実の行 選択本願の行
　　　　　　　　　　　　┃　　　┃
　　　　　　　　　　　　┃　　　┣
信
━━━━━━
至心信楽の願（第十八願）
 正定聚の機
　　　　　　　　　　　　┃　　　┃
　　　　　　　　　　　　┃　　　┣
証
━━━━━━
必至減度の願（第十一願）
 難思議往生
　　　　　　　　　　　　┃　　　┃
　　　　　　　　　　　　┃　　　┗
真仏土
┳━━━
光明無量の願（第十二願）

　　　　　　　　　　　　┃　　　　　　　┃
　　　　　　　　　　　　┃　　　　　　　┗━━━
寿命無量の願（第十三願）

　　　　　　　　　　　　┃
　　　　　　　　　　　　┗
還相
━（
証
）━━━━━
還相廻向の願（第二十二願）
⇒『
浄土論註
』

方便（権仮）━━━━━━━━━━━
化身土
┳要門━『
無量寿仏観経
』 
至心発願の願（第十九願）
 邪定聚機 双樹林下往生
　　　　　　　　　　　　　　　　　　　　┃
　　　　　　　　　　　　　　　　　　　　┗真門━『
阿弥陀経
』 
至心廻向の願（第二十願）
 不定聚機 難思往生
```

　これらの願は、すべて衆生の悲しみ苦しみをすべて観察した上で立てられたものであり、その解決としてある。本当の意味での「苦」の解決は、衆生が仏になることですべて解決されるから、往生浄土の上で仏となることが四十八願のもっとも重要な部分となる。